# Bogdan Pavlović
Bogdan Pavlović (Beograd, 1969) srpski je slikar i likovni pedagog.

## Biografija
Diplomirao je slikarstvo na francuskoj Nacionalnoj visokoj školi likovnih umetnosti (fr. École nationale supérieure des beaux-arts) u Parizu 1997. godine.
Od 1994. godine samostalno izlaže u Francuskoj, Italiji, Srbiji i Švedskoj. Dela mu se nalaze u umetničkim kolekcijama: Zeppter, Lefrance & Bourgeois, Pariski aerodrom, Radio Francuska, i Opel - Francuska. Predaje u pariskoj Školi umetnosti „Atelijer de Sevres“.
Između ostalog, slikao je dekoraciju Opel Tigre za Dženeral motors 1994. i plakat za film Super 8 Stories, Emira Kusturice 2001. godine.

## Kritika
Likovni kritičar Jovan Despotović je ovako ocenio Pavlovićev opus: „Jedna od svakako najzanimljivijih i najistaknutijih pojava u srpskoj likovnoj umetnosti druge polovine devedesetih godina bio je Bogdan Pavlović (...) Da bi prizore kojima pokreće interesovanje za ove planetarne probleme podigao na što viši stepen vizuelne ubedljivosti, intrigantnosti, provokativnosti i primamljivosti, Pavlović sem palete čistih boja koristi i tekstualne i ilustrovane novinske isečke, stripove (koje sam crta, ali i one koje ‘prepisuje’ od drugih autora), ispisuje slogane, crta stvarne i imaginarne mape kontinenata, lepi reprodukcije nekih remek-dela iz istorije umetnosti i tako dalje. Istovremenom upotrebom svih ovih sredstava, Pavlović uspeva da opštu prizornost crteža, ali i slika koje radi istim postupkom, podigne na vrlo visoki nivo čime zapravo skreće opštu pažnju gledalaca, i u krajnjem slučaju, pokreće ih na produbljivanje svesti o temama kojima je i sam zaokupljen.“

## Spoljašnje veze
- Bogdan Pavlović[мртва веза], biografija na Artinfo